# Appareil reproducteur aviaire
Le système génital des oiseaux est différent de celui des mammifères. N'ayant pas de parties génitales externes, aussi bien les femelles que les mâles, il n'est souvent possible de déterminer le sexe des oiseaux que par les caractères sexuels secondaires que sont les couleurs des plumes, la présence de plumes ornementales, le chant, la présence de barbillon, crête, la taille. En général le mâle est plus gros que la femelle, mais pour certaines espèces le dimorphisme sexuel est inversé. Chez certaines mouettes par exemple, la distinction est impossible car aucun trait morphologique ne permet de le faire. La maturité sexuelle des oiseaux n'apparaissant qu'à l'âge d'un an minimum pour certains passereaux à plusieurs années pour par exemple le goéland argenté.

## Appareil reproducteur mâle

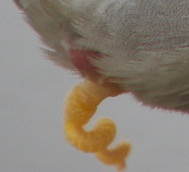
Pseudo-pénis d'un Canard colvert.

Les mâles disposent de deux testicules en forme de haricot ou arrondis qui se trouvent à la hauteur des reins. La taille des testicules, chez l'oiseau adulte, varie suivant l'espèce, l'individu et la saison. Ils augmentent de 200 à 460 fois de volume pendant la période de reproduction et en fonction de la photopériode dans les zones tempérées (ils peuvent atteindre jusqu’à dix pour cent du poids du corps). Les testicules produisent des spermatozoïdes et sécrètent des hormones sexuelles qui peuvent stimuler le chant et le comportement de cour ou éclaircir la peau. Les canaux déférents relient l’épididyme au cloaque où débouchent aussi les uretères. Les testicules des espèces domestiques sont à maturation précoce avant la saison de reproduction. Le pénis, lorsqu'il existe, est situé ventralement dans la partie la plus postérieure du cloaque (proctodaeum), et n'en sort que lorsqu'il est en érection. Il est absent chez la plupart des espèces ou vestigial (par exemple chez les cigognes ou les hérons), mais il existe par exemple chez les Anseriformes et les Struthionidae. Chez les espèces sans pénis, le sperme est stocké dans la seminal glomera qui se situe dans la protubérance cloacale avant la reproduction.
Les canards, les oies, les autruches ont par contre un pseudo-pénis érectile rainuré qui est une « évagination » du cloaque. La rainure facilite le transfert des spermatozoïdes dans l'organe génital femelle.

## Appareil reproducteur femelle

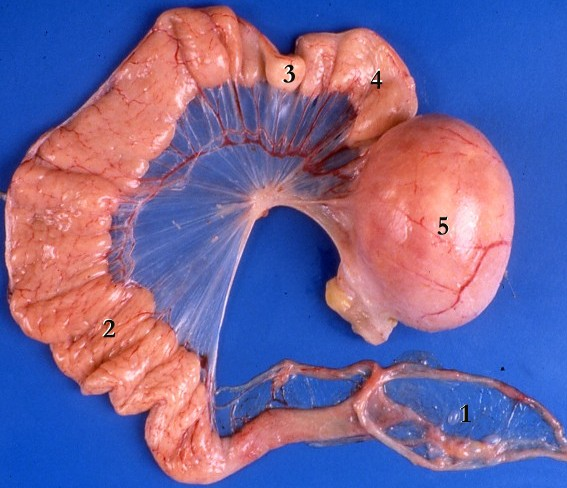
Oviducte de poule domestique
1 Infundibulum
2 Magnum
3 Isthme
4 Utérus
5 Vagin contenant un œuf

La femelle dispose de deux ovaires mais l'un des deux, le plus souvent le droit, est atrophié (sauf dans les genres de rapaces diurnes Accipiter, Circus et Falco, chez qui l'ovaire droit est tout de même plus petit que le gauche et non fonctionnel). Ceci est une caractéristique propre aux oiseaux. Tandis qu’un ovaire se développe à gauche avec un épaississement de la région corticale comme chez les femelles de mammifères, la gonade droite, après un développement discret, régresse. 
Le parcours suivi par l'œuf, de la cavité cœlomique où est émis l'ovule jusqu'au cloaque, est l'oviducte. L'oviducte droit est lui aussi le plus souvent atrophié. L'oviducte gauche se situe à proximité de l'ovaire gauche. Il est formé de 5 parties : un infundibulum (pavillon permettant de capter l'ovule, ou jaune d’œuf), puis un organe où se forme l'albumen (ou blanc d'œuf), le magnum, puis les deux membranes coquillières et l'albumine sont formées par l'isthme de l'utérus, puis l'utérus où est produite la coquille de calcaire, suivi du vagin où la coquille est terminée et colorée. L'oviducte finira enfin par déboucher dans l'urodaeum (cloaque). L’œuf est enfin recouvert d'une couche humide nommée « cuticule » qui permet de le protéger des attaques extérieures.

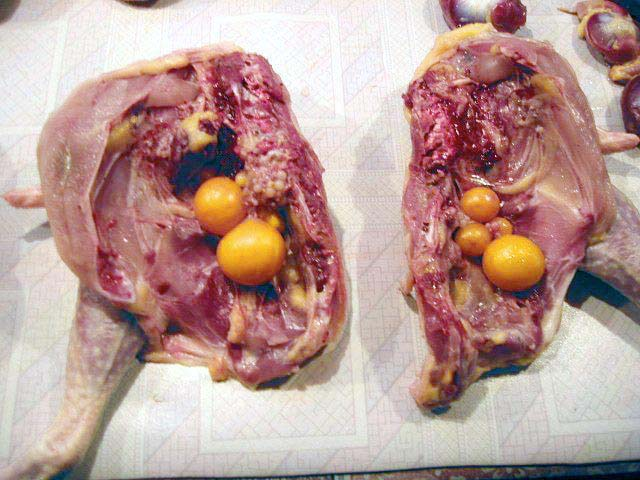
Système reproducteur d'une poule domestique, follicules contenant chacun un jaune d'œuf en phase d'accroissement.

Pendant la période de reproduction, la longueur de l’oviducte est multipliée environ par 4 et son poids augmente de 15 à 20 fois.
Un vétérinaire peut être amené à pratiquer une radiographie de manière à diagnostiquer une rétention d’œufs. D'autre part l'oviducte, très volumineux chez les poules pondeuses, peut reposer sur le foie et simuler une hépatomégalie.

## La reproduction
La copulation peut avoir lieu au sol, sur une branche ou tout autre perchoir, dans l'eau (canards, phalaropes) ou dans l'air en volant (martinets). Au cours de l’évolution, les oiseaux terrestres (97 % des 10 000 espèces d'oiseaux) ont perdu leur pénis. Une étude chez les Galliformes montre que c'est le gène BMP4 qui provoque la régression de cet organe, ce qui suggère que la modulation de l'expression des gènes du développement BMP impliqués dans la forme du bec, des plumes et du pénis, a joué un rôle majeur dans l'évolution de l'anatomie aviaire. Les Paléognathes et les Anseriformes ont conservé leur pénis. La perte de cet organe pourrait s'expliquer par le modèle mécanique évolutionniste de la clé-serrure interdisant les échanges entre les espèces distinctes : l'élimination de ce système mécanique favorisant la spéciation (l'incompatibilité hybride (en) qui forme une des barrières reproductives, facilite l'isolement reproductif entre les lignages et la divergence génétique).
Pour s'accoupler, le mâle monte la femelle par l’arrière puis se balance sur le dos de sa partenaire. Les deux oiseaux placent leur queue sur le côté, retournent les plumes situées autour du cloaque puis mettent en contact leurs cloaques, le mâle transférant dans l'orifice génital femelle une goutte de son sperme sans aucun signe du moindre plaisir physique : par anthropocentrisme, les ornithologues appellent ce processus fugitif (ne durant généralement que de une à deux secondes) le « baiser cloacal », le mâle venant presser les lèvres de la sortie de son cloaque sur celui de la femelle. À l'instar de leurs ancêtres reptiliens, les oiseaux mâles ont, à l'origine, possédé un pénis. Une hypothèse pour expliquer la perte de cet organe est que la sélection sexuelle a favorisé non pas la copulation de force sur une femelle non consentante, permise par un pénis, mais un comportement de coopération, nécessaire à la réussite du baiser cloacal.
Les spermatozoïdes passent d'un cloaque à l'autre extrêmement rapidement, en moins d'une seconde pour certaines espèces. Les femelles disposent de tubules spermatiques qui peuvent conserver les spermatozoïdes pendant une semaine à plusieurs années selon les espèces. Les femelles peuvent ainsi féconder leurs œufs, au fur et à mesure de leur production. C'est dans l'infundibulum qu'a lieu la fécondation. Même si l'œuf n'est pas fécondé, il sera pondu, mais l'embryon ne se développera pas, c'est-à-dire que le point blanc dans le jaune ne se développera pas.
L'œuf est généralement pondu en début de matinée puis incubé.

## Les hormones sexuelles
Une prise anormale d’œstrogènes peut provoquer une inversion sexuelle. L'aromatase provoque même chez les femelles une inversion irréversible tandis que l'œstradiol transforme les mâles mais temporairement.